# Vendvidéki offenzíva
A vendvidéki offenzíva más néven muravidéki offenzíva 1919. június 2 és június 6 között, majd augusztus 12 és augusztus 13 között zajlott le a történeti Vendvidéken (ma Szentgotthárd vidéke és a szlovéniai Muravidék). Az akciót első lépésben Magyar Vörös Hadsereg, a Magyar Tanácsköztársaság hadereje vezette, hogy „helyreállítsa” a rendet a Vendvidéken, mivel néhány helyi vezető Tkálecz Vilmos népbiztossal május 29-én deklarálta az ún. Vendvidéki Köztársaságot (Murai Köztársaság), amely kinyilvánította szakítását a Magyar Tanácsköztársasággal.

Második szakaszban a jugoszláv hadsereg horvát–szerb egységei hajtottak végre offenzívát, a Vendvidék bekebelezésére. A Vendvidék az első világháború után már leszakadt területe volt Magyarországnak, több más peremterülettel együtt. A Murai Köztársaság megdöntését követő provizóriumtól eltekintve a jugoszláv támadásig fennmaradt ez az állapot. Az első offenzíva a Magyar vörös Hadsereg találkozott ellenállással, szemben a második, jugoszláv támadáskor, amikor a maroknyi katonaság és határőrség (köztük szlovénok és magyarok) némi ellenállást fejtettek ki néhány polgári személlyel, de a lakosság többsége idővel elfogadta azt a tényt, hogy vidékük mostantól nem Magyarországhoz, hanem a Szerb–Horvát–Szlovén Királysághoz fog tartozni, ami tíz évvel később felvette a Jugoszlávia nevet.

## Előzmények
A Vendvidék gazdasági élete az első világháború okozta károk miatt teljesen szétzilálódott, a szlovén, magyar és német lakosság egyaránt elégedetlen volt az egymást követő kormányokkal, a nemzetiségi vezetőkben pedig megnőtt a függetlenség, vagy a Szerb–Horvát–Szlovén Királysághoz való csatlakozás vágya. Klekl József híveit az elszakadásra buzdította és aktív kapcsolatban állt a szlovén politikai vezetőkkel, akiknek azonban csak egy része, a stájervidéki pártok (akiknek a kapcsolata közvetlen volt a magyarországi szlovénekkel) óhajtották leginkább magyarországi testvéreik csatlakozását az új délszláv államban. A szlovénellenes, magyarosító erők is dolgoztak, akik megpróbálták Kleklt koholt vádakkal lejáratni, de voltak más magyarpárti csoportosulások, amelyek tisztességesen igyekezték az embereket és Kleklt is meggyőzni, hogy a magyarországi szlovéneket Magyarországhoz köti érdekük.
Tkálecz Vilmos, az egykori Monarchia hadseregének hadnagya, aki az orosz fronton is szolgált a magyarpárti oldalhoz tartozott és 1918 folyamán feltétel nélkül eleget tett magyar felettesei parancsára. Szlovén- és horvátellenes intézkedések sorozatát foganatosította, igaz ezeknek volt alapjuk, mert számos szlovén és horvát személy köztörvényes bűncselekményeket követett el, a legdurvább incidensekre a Muraközben került sor. Tkálecz könnyűszerrel leverte a Dél-Vendvidéken kitört zavargásokat, Cserföldön egy önkényeskedő szlovén katonát ki is végzett. Más kivégzésekre is sor került a vidéken, de legfőbb megtorlásokat Tkálecz a Muraközben követte el. Felettesei és mások előtt is vallotta magyar hazafiságát, kapcsolatok nem fűzték a szlovén politikai vezetőséghez.

### A bolsevik uralom a Vendvidéken
A Magyar Tanácsköztársaság próbálkozott a leszakadó Vendvidék és Muraköz megtartásával, de a Muraközt horvát és szerb katonai alakulatok már megszállták, amelyek készültek bevonulni a Vendvidékre is. Ám a Vörös Hadsereg tudott az ellenség gyengeségeiről és a szlovén lakosság sem szimpatizált a délszláv állam erőivel, elsősorban azok szerb dominanciája miatt. Az 1918-as horvát megszállás idején is (amelynek jelentős szerb támogatottsága is volt) a helyi lakosság segítette a magyar csapatokat a megszállók kiűzésében és a rend helyreállításában.
Tkálecz Vilmos is jelen volt a Vendvidéket őrző katonai erők között, ám Alsólendván kommunistaellenes erők kezdtek mozgolódni. Az elsőt Sebestyén Jenő vezette, de ez elbukott. Perneczky Jenő magyar nemzetiségű őrnagy szintén szervezkedést készített elő. A tanácskormány ellen megmozdulások törtek ki, a gazdasági nehézségek mélyültek, s megnőtt az áruk illegális be- és kihozatala. Tkálecz Vilmos az első hónapokban még lelkesen asszisztált a kommunista berendezkedés szervezéséhez, majd nemsokára csempészkereskedelembe fogott saját zsebére. Ténykedése nem maradt sokáig titokban és a karhatalmiak megpróbálták letartóztatni. Ez vezetett el a Vendvidéki Köztársaság kikiáltásához, amelyet immár vend nemzeti színek-ben hajtott végre Tkálecz. Abszurd módon Tkáleczet Jugoszláviában és a mai Szlovéniában a szlovén nemzet hőseként kezdték el ünnepelni, míg Magyarországon az a kép terjedt el róla, hogy a Vendvidéket kívánta megóvni a szerb és kommunista uralomtól, hogy segítse további magyarosodását.
Tkáleczet a helyi lakosság nem vette komolyan, a kommunistaellenes katonai csoportok igen, így Perneczky azon nyomban melléje állt, mert úgy hitte így harcolhat a bolsevikok és a szerbek ellen is. Tkálecz megalakította a kormányát, amely néhány intézkedést hozott, majd a vezetője megkezdte a menekülés előkészületeit. Az első vend nemzeti kormány, amelynek tagjai gyakorlatilag magyarokból tevődtek össze külön-külön tevékenykedtek, és a védelem megszervezésére semmi esélyük nem volt.

## Előkészületek a harcra
Kun Béla gyorsan csapatot szervezett a Vendvidéki Köztársaság megtámadására, amely lassan mozgott az országban fellángoló tiltakozások és ellenforradalmi megmozdulások miatt, de az idő nem dolgozott Tkálecznak. A vörös kormány a helybeliek, illetve még a katolikus papság segítségét is kérte az ország területi egységének érdekében.

### A Vendvidéki Köztársaság fegyveres ellátottsága
Perneczky hadoszlopa, amely Tkálecz mellé állt 600 ember számlált, de ebből csak 285 volt azonnal harcra mozgósítható katona. Az egységet 7 tiszt felügyelte. A nemzetiségüket tekintve mind magyarok voltak, akiket nem a vend, hanem a magyar nemzetért és a bolsevizmus elleni harc fűtött. A Vendvidéki Köztársaság megörökölt egy 295 fős magyar állományú nemzetőrséget 14 tiszttel. 10 tüzérkatona és 2 tüzértiszt is állt a köztársaság haderejének rendelkezésére. Rendelkezésre állt továbbá egy 104 fős határőregység magyar, német és szlovén katonákkal, rajtuk kívül volt még 6 tiszt. Egy másik nemzetőrség 175 katonával és 5 tiszttel is a köztársaság mellé állt. A Vendvidék északi részéről (a mai Vendvidéki-dombságról, vagy más néven Goričkóról) 300 katona csatlakozott, az egység többségében szlovénokból tevődött össze, valamint jelentékeny számú németből is, s csak elszórtan akadtak köztük magyarok. A katonák nagyobb része nem vett részt közvetlen harci akcióban. A teljes létszám 1194 katona és 36 tiszt volt. A katonák mind fel voltak fegyverezve a Monarchia haderejében szabványosított Mauser-típusú hátultöltős puskákkal, de lőszerkészletük egy hosszabb harcra nem volt elegendő, hamar kimerültek volna utánpótlás híján. A haderő különböző egységei 26 Maxim géppuskával, 3 aknavetővel és két kis teljesítményű könnyű ágyúval bírtak mindössze, ehhez sem volt elegendő lőszer. Némi fegyverszállítmányhoz jutottak Ausztriától, körülbelül 1000 darab Mauser puskát kaptak, de ezekhez sem volt elegendő lőszer.
A haderő ellátása nagyban függött a helyi lakosságtól, amely csak az előírások végett porciózta az egységeket, ténylegesen nem támogatta a köztársaságot; nem került sor önkéntes belépések, sorozásokra. A tisztikar nem volt képes önálló hadműveletek végrehajtására, akik tapasztalt veteránok voltak, rendszerint felsőbb parancsnak megfelelően vezették egységeiket. A köztársaság vezetői sem rendelkeztek a háborúhoz megfelelő szakértelemmel, így nem tudták mely pontokat erősítsék meg a megfelelő védekezés érdekében.
A Magyar Vörös Hadseregnek a vendvidéki offenzívára kirendelt egysége jelentős számbeli fölényben volt, azonkívül messzemenően nagy utánpótlással bírt. Nagy hatótávolságú nehéztüzérségi fegyverek és szükség esetén lovasság is készen állt.
Perneczky a terület biztosítására különböző egységeket rendelt (magyar nyelvű parancsokban) az állam különböző pontjaira, de az északi és déli végeket nem vonta uralma alá:
1. Szarvaslakra (ma Rogašovci) 20 főnyi szakasz nemzetőrt rendeltek ki
2. Türkére (ma Trdkova) szintén 20 nemzetőr jutott
3. Vashidegkútról (ma Cankova) 20 katonát parancsoltak át Péterhegyre (ma Gornji Petrovci)
4. Prosznyákfát (ma Prosenjakovci) szintén 20 nemzetőrrel erősítették meg
5. a magyar lakosú Dobronakra (ma Dobrovnik) 20 főnyi katonát vezényeltek Bírószékről (ma Sodišinci)
6. a Bírószék melletti Kőhida községből 20 katona került a zala vármegyei Bántornya mezővárosba (ma Turnišče)

A nemzetőrség többi katonája védelmi feladatokat látott el Muraszombat, a főváros fontosabb pontjain. Tkálecz és Perneczky tervezték egy gyorsan mozgó és könnyű biciklis alakulat felállítását, de erre már nem került sor. A katonaság nem merte megszállni Szentgotthárdot, amelynek környékén még tíz szlovénok lakta település volt, mert a várost jelentős számú magyar egységek védték (a szlovén források mindig mellőzik ezt a területet a Mura Köztársaságból, holott Tkálecz ezt is állama részének tekintette). Szlovén források szerint, Lendva megszállását azért nem hajtotta végre Perneczky, mert a szerb katonai erők nem álltak rá a Vendvidéki Köztársaság támogatására és Perneczky nem akart olyan látszatot kelteni, hogy a vendvidéki haderő támadólag lépne fel a Muraköz ellen. Hangsúlyozzák ezenkívül, hogy a két vidéken nemzetiségét tekintve elég kevert, amely azonban nem igaz, mert Lendva vidéken szinte nem is éltek akkoriban szlovének, Szentgotthárd környékén pedig jelentősebb számban voltak. Az állítások visszásságait mutatja, hogy nyugat-vendvidéki települések is jelentősen kevert szlovén-német nemzetiségűek voltak, így az 1920-ban elcsatolt Kismáriahavas (ma Fikšinci) teljesen német község volt.
A védők hozzá nem értését mutatja, hogy a leginkább veszélyeztetett részt a Muraszombat-Őrihodos-Zalaegerszeg vasúti vonalat nem erősítették meg, pedig innen érkeztek a bolsevik csapatok. Tkálecz az invázió idején már nem is tartózkodott országában, hanem Ausztriába távozott, az itt maradt vezetők pedig abban bíztak, hogy talán a szerb-horvát alakulatok, vagy az osztrákok a segítségükre sietnek. Az ellentámadásra a szentgotthárdi alakulatok tüzérségi eszközökkel készen álltak a harcra, ennek volt a feladata Vashidegkútig előrenyomulni. A másik már felkészült katonai erő Senyeháza (Bajánsenye) felől állt fel egy féltüzérségi osztaggal, ennek feladata volt a Prosznyákfa–Úrdomb–Battyánd vonal megtisztítása a központig. A harmadik támadó szárnyat Csesztreg alkotta, szintén hasonló erőkkel. A negyedik erő a Lendva felől támadó budapesti 47. számot viselő brigád, amelynek a másik két szárnnyal Muraszombatban kellett egyesülnie és eljutni Vashidegkútig. Két tartalék zászlóalj Zalaegerszegen maradt, amelyet akkor vetettek volna be, ha a támadás fennakadna, erre azonban nem került sor.

## A harc
A küzdelem nemcsak rövid lefolyású volt, de nevetséges is. Egy kivételével a támadók semmilyen ellenállásba nem ütköztek, ellenségeik osztrák, vagy jugoszláv támogatást nem kaptak. Az invázió június 2-án vette kezdetét, de már 1-jén biztos volt, hogy a köztársaság nem tudja megvédeni magát.
A támadás 2-án egyidejűleg, egyszerre következett be és elsöprő jellegű volt. A Vörös Hadsereggel szemben álló ellenforradalmi egységek egyszerűen kihátráltak egy puskalövés nélkül. Perneczky idegen ügyért harcoló magyar katonái Vashidegkútnál próbálták felvenni a harcot, de a túlerő kiszorította őket Ausztriába. Egy másik jelentéktelen támadásra került sor Korong közelében. Sem a lakosság, sem a katonaság többi része nem kísérelt meg semmilyen ellenállást, illetve osztrák, vagy jugoszláv hadmozdulatra sem került sor. Az offenzíva még négy napig tartott, ezalatt minden egység egyszerűen kimenekült a területről, többségében Ausztriába.